# 日本刺繡

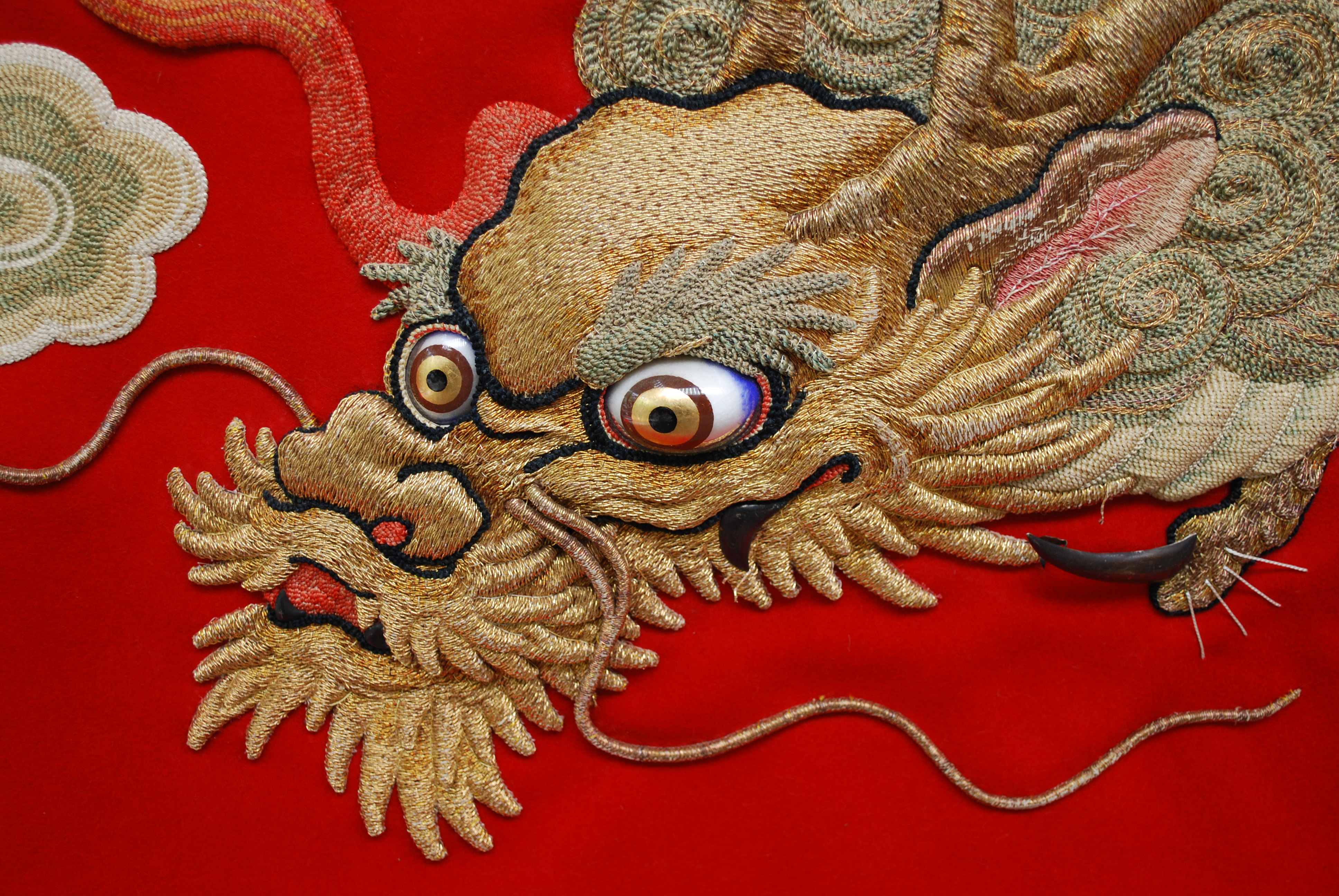
山車の幕に施された日本刺繡

日本刺繡（にほんししゅう）は、絹糸を両手を使って刺していく刺繡のことをいう。

## 概要

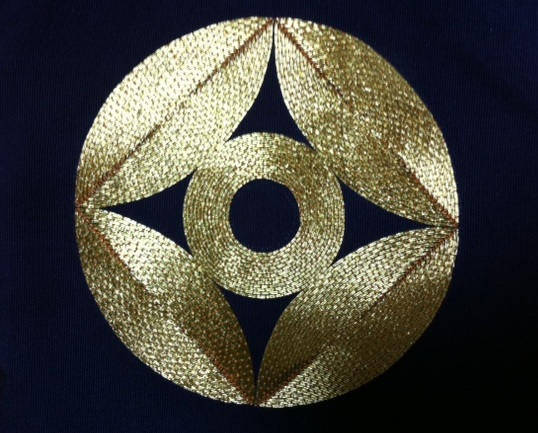
手作業の日本刺繡による家紋

主に着物や帯、相撲の化粧廻し、日本人形に用いられている。古くは甲冑などに施されている。
日本刺繡は生産地によって呼び名が変わり、京都では京繡、江戸（東京）では江戸刺繡、加賀（金沢）では加賀繡と呼ばれる。また、「伝統的工芸品産業の振興に関する法律」では経済産業省が認定する伝統工芸は国から指定によって保護や援助を受けているが、日本刺繡の中では「京繡」と「加賀繡」が指定されている。
現在、市販されている着物や帯に施されているもののほとんどは機械刺繡であり、手作業による日本刺繡はとても貴重で珍しい。

## 歴史
日本刺繡の原点は約西暦500年にインドから中国のシルクロードを渡って伝えられた「繡仏」にある。繡仏とは仏像を刺繡によって表現する技法である。日本で特に繡仏が広まったのは寺や仏像が盛んに作られた推古天皇の時代であり、日本でも繡仏の製作が広く行われるようになった。日本で現存している最古の繡仏としては「天寿国曼荼羅繡帳」があげられ、今でも奈良県の中宮寺に保管されている。文献上で最初に登場する繡仏は西暦605年日本書紀に「飛鳥寺に安置する銅・繡の丈六の仏像をそれぞれ造らせる」と記載がある。
平安時代には貴族の衣服の装飾や、雅楽の衣装に活用され、桃山時代には芸能装束に用いられた。江戸時代には小袖や打掛、寺社装飾の打敷に需要が多く、また刺繡の掛袱紗は嫁入り道具に欠かせず、安定した注文があった。明治から昭和初期にかけては、外国向けに非常に質が高い刺繡絵画作品が数多く制作され、外貨獲得に貢献した。

## 用具

### 糸
日本刺繡で使われる絹糸は釜糸と呼ばれる。これは4 - 12本の細い絹糸の束で、撚りがかかっていない。通常は釜糸複数本に撚り（＝より）をかけて使うが、デザインによっては釜糸のまま用いることもある。撚りをかけることにより絹糸の本来持つ光沢を生かし、縒りの強弱によって光の反射を加減し繊細な模様を表現していく。また、複数の色を組み合わせることで微細な色合いを表現することが出来る。

### 針
糸を通す穴の部分が平たく、針先が鋭いのが特徴。近代以降は手打ちと機械打ちのものが存在している。名称は太いものから順に、大太・中太・相中・相細・天細・切付である。

### 刺繡台
反物を張るための、専用の木製の台を用いる。左右の辺を挟んだ後、上下の辺を糸で縫い止めて、布地を固定する。近年では、小さいものであればフランス刺繡等に用いる木枠をテーブルに固定して行なうこともある。

## 技法
駒取り

相楽縫い

縫い切り

割り縫い

## 代表的な日本刺繡作家
- 森康次
- 秋山光男
- 秋山博美
- 草乃しずか
- 岡田宣世
- 長艸敏明
- 笹原木実
- 山田美佳
- 福田喜重（人間国宝）